# Corriere del Ticino
De Corriere del Ticino is een Zwitsers Italiaanstalig dagblad.

## Omschrijving
Het dagblad werd opgericht op 28 december 1891 in Muzzano (kanton Ticino) door Agostino Soldati. Het blad verschijnt tot op de dag van vandaag.

## Medewerkers
- Elsa Franconi-Poretti, decennialang correspondente in Parijs
- Elena Bonzanigo[1]

- Historisch woordenboek van Zwitserland: 024771
- Virtual International Authority File: 140145542663496642167